# زینووی گردت
زینووی گردت (ارمنی: Զինովի Գերդտ؛ روسی: Зино́вий Ефи́мович Гердт؛ زادهٔ ۲۱ سپتامبر ۱۹۱۶ - درگذشته ۱۸ نوامبر ۱۹۹۶) بازیگر، عروسک‌گردان و مجری تلویزیونی اهل روسیه بود که بین سال‌های ۱۹۳۸–۱۹۹۶ میلادی مشغول فعالیت بود..

## زندگی‌نامه
وی در ۲۱ سپتامبر ۱۹۱۶ در سبژ در یک خانواده یهودی زاده شد . وی همچنین برنده جوایزی همچون هنرمند مردمی ارمنستان شوروی، افتخاری جمهوری شوروی فدراتیو سوسیالیستی روسیه، نشان لیاقت میهن‌پرستی (درجه ۳)، نشان برتری، هنرمند مردمی جمهوری شوری فدرایتو سوسیالیستی روسیه، نشان جنگ میهنی نشان ستاره سرخ شد. وی در ۱۸ نوامبر ۱۹۹۶ در سن ۸۰ سالگی در مسکو درگذشت و در گورستان کونتسفو به خاک سپرده شد

## گزیده فیلم‌شناسی
- سایه
- سالی به درازای زندگی
- من ایوان، تو آبراهام